# 1287 w polityce

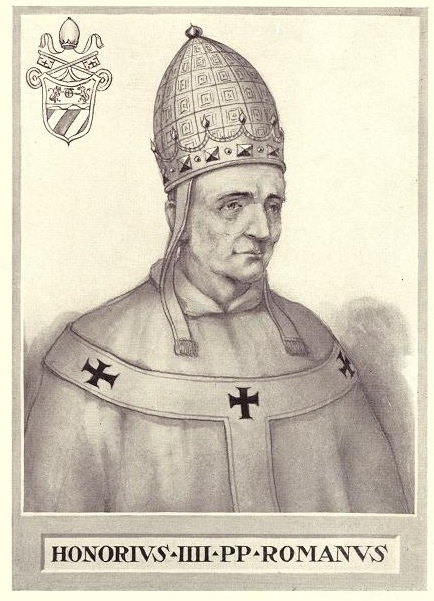
Honoriusz IV

Wydarzenia polityczne w 1287 roku.

## Wydarzenia
- Przemysł II, Mściwoj II i Bogusław IV zawarli w Słupsku przymierze antybrandenburskie[1][2].
- III najazd tatarski na Polskę[3] (do 1288[1][4]).

## Urodzili się
- 24 stycznia Richard de Bury, angielski biskup i bibliofil[5].
- Oliver Ingham, angielski rycerz i zarządca (zm. 1344)[6].

## Zmarli
- 3 kwietnia Honoriusz IV, papież[7].
- Giordano Orsini, brat papieża Mikołaja III, kardynał[8].
- 19 października Boemund VII, hrabia Trypolisu[9].